# Guido de Marco
Guido de Marco (Valeta, 22 de julho de 1931 — Mosta, 12 de agosto de 2010) foi um político maltês. Professor de Direito, diplomata e político, foi presidente de Malta entre 1999 e 2004.
Fez todos os seus estudos, incluindo os universitários em Malta, se licenciando em Filosofia, Filologia, Direito e Economia. Catedrático de Direito penal na Universidade de Malta, a partir de 1966 foi deputado na Câmara de Representantes. Secretário Geral do Partido Nacionalista de Malta de 1972 a 1977. Tem ocupado diversas pastas ministeriais desde 1975 (Justiça, Interior, Assuntos Exteriores, e também o cargo de vice-primeiro-ministro).
Foi Presidente da Assembleia Geral das Nações Unidas em 1990.